# Соевое масло

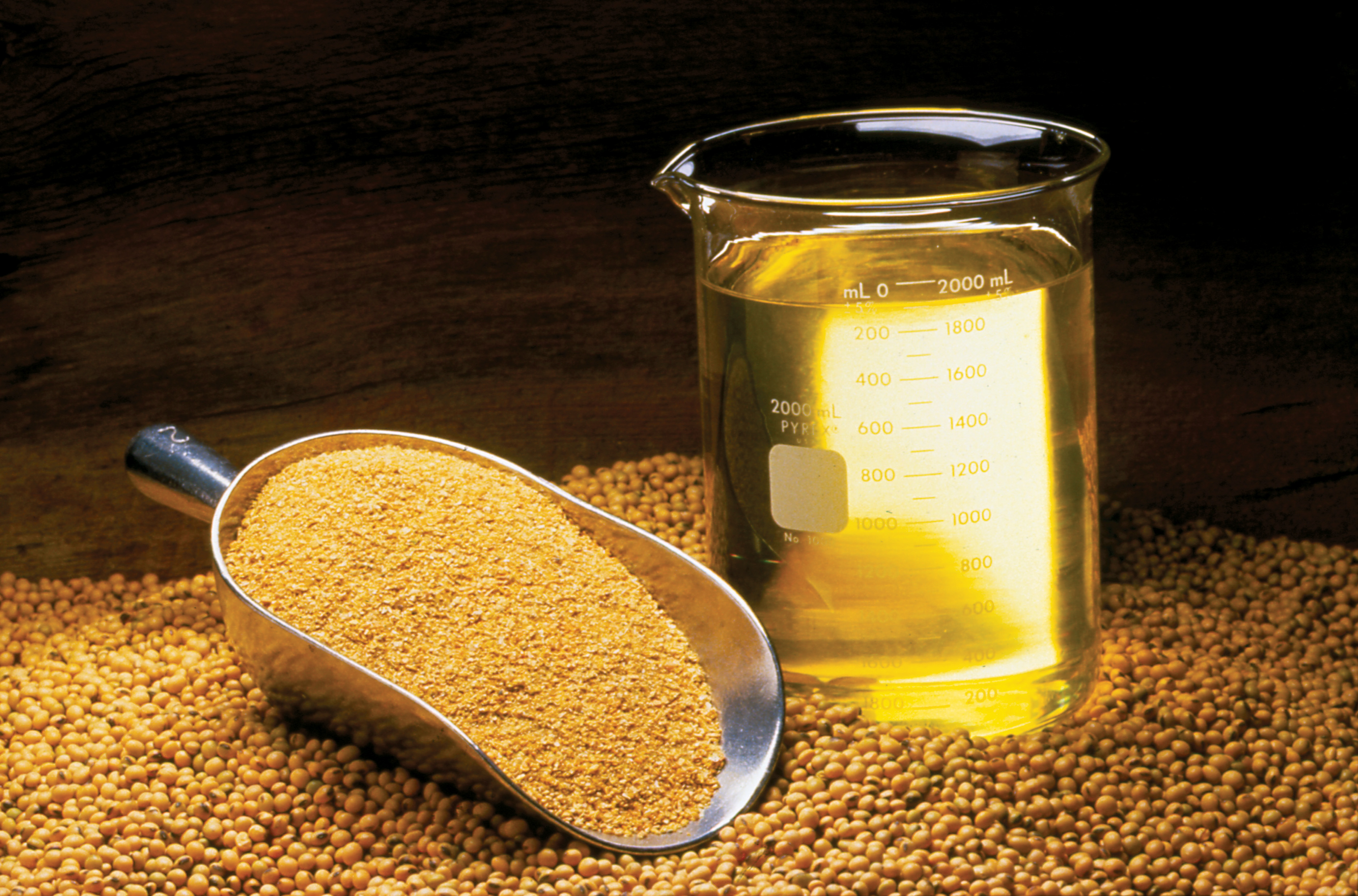
Соевое масло

Со́евое ма́сло — жидкое растительное масло, получаемое из семян сои (Glycine max).

## Получение
Существует два технологических метода получения соевого масла: механический и экстракционный.
В результате обоих получается сырое соевое масло, содержащее в себе лецитин (до 3 %).

## Состав
Среднее содержание жирных кислот в соевом масле (%): 51—57 линолевой; 23—29 олеиновой; 4,5—7,3 стеариновой; 3—6 линоленовой; 2,5—6,0 пальмитиновой; 0,9—2,5 арахиновой; до 0,1 гексадеценовой; 0,1—0,4 миристиновой.

## Свойства
Соевое масло имеет температуру застывания от −15 до −18 °C, показатель преломления 1,4740 — 1,4780, йодное число 120—141, кинематическая вязкость при 20 °C (59—72)⋅10−6 м²/с. Число омыления 189—195, Число Рейхерта–Мейссля 0,50 — 0,80, Число Поленске 0,8 — 1,1 Плотность при 15 °C — 0,923
Нерафинированное масло имеет красивый коричневый цвет с легким зеленоватым оттенком, рафинированное — светло-жёлтый.

## Применение
По состоянию на 2016 год в мировом производстве растительных масел соевое масло занимает второе место после пальмового. Используется не только в пищевой промышленности, но и широко в домашнем хозяйстве.
Различают масла холодного отжима, а также нерафинированные и рафинированные.
- Масло холодного отжима считают самым полезным, так как в нём сохранена большая часть полезных веществ.
- Нерафинированное масло, чей срок хранения продлен за счет гидратации, однако и полезные вещества в нём остаются. В этом масле содержится много лецитина, что улучшает мозговую активность. Его рекомендуют добавлять в небольшом количестве в овощные салаты, а жарить на этом масле нельзя, поскольку при его нагревании образуются вредные для организма канцерогены.
- Рафинированное масло популярно на Дальнем Востоке, где выращивают много сои. Масло рафинируют и дезодорируют. Поэтому этот продукт не имеет запаха и обладает довольно приятным вкусом. Его можно добавлять в первые и вторые блюда, использовать в холодных закусках, но жарить на нём всё же нельзя из-за содержания ненасыщенных жирных кислот. Неизвестно насколько соевое масло вредно после жарки, но очевиден вред канцерогенных веществ, которые выделяются из ненасыщенной жирной кислоты в процессе термической обработки.

В СССР с 1958 года по традиции соевым кластером (местом выращивания соевых бобов) считается Амурская область. Соевое масло Высшего сорта применяется как гипоаллергенный компонент в детском питании, в том числе для детей от рождения до года. Первым крупным производителем в современной России соевого рафинированного дезодорированного масла высшего сорта с 2004 года является компания «Амурагроцентр».
В сыром (неочищенном) виде соевое масло применяется для обогащения кормов при приготовлении комбикормовых смесей и сухого корма для кормления кур, индейки, кошек, собак и прочих животных.
В России всё соевое масло изготавливается из соевых бобов без ГМО.